# Serginho Chulapa
Sérgio Bernardino (* 23. prosince 1953, São Paulo, Brazílie) známý také jako Serginho Chulapa je bývalý brazilský fotbalový útočník a reprezentant. Po skončení kariéry působil i jako trenér, vedl v roce 2001 brazilský tým Santos FC.
Hrál za vícero klubů v Brazílii, Portugalsku, Egyptu a Turecku.
Členem národního A-týmu Brazílie byl v letech 1979 až 1982. Celkem odehrál 20 utkání a vstřelil 8 gólů. Zúčastnil se Mistrovství světa 1982 ve Španělsku, kde Brazílie nepostoupila do semifinále. Na turnaji vstřelil dva góly, jeden v základní skupině proti Novému Zélandu (výhra 4:0) a druhý v nadstavbové skupině C proti kontinentálnímu rivalovi, týmu Argentiny (výhra 3:1).